# ولادیمیر لوکونین
ولادیمیر گریگوریویچ لوکونین (به روسی: Влади́мир Григо́рьевич Луко́нин) (زاده ۲۱ ژانویه ۱۹۳۲ در لنینگراد — درگذشته ۱۰ سپتامبر ۱۹۸۴ در لنینگراد) ایران‌شناس، شرق‌شناس و تاریخدان اهل روسیه و شوروی بود. لوکونین مدتی ریاست بخش خاوری موزه آرمیتاژ را عهده‌دار بود.

## زندگی‌نامه
لوکنین در ۲۱ ژانویه ۱۹۳۲ میلادی در شهر لنینگراد متولد شد. در سال ۱۹۵۵ از گروه زبانشناسی ایران در دانشکده شرق‌شناسی دانشگاه دولتی سن پترزبورگ فارغ‌التحصیل شد. از سال ۱۹۵۷ در بخش خاوری موزه آرمیتاژ به گذراندن دورهٔ دکترا پرداخت و در سال ۱۹۶۱ از رسالهٔ علمی خود با عنوان «ایران در قرون ۳–۴، شکل‌گیری دولت ساسانی و تشکیل سبک رسمی در هنر» دفاع کرد؛ و از سال ۱۹۶۴ رئیس بخش خاوری موزه آرمیتاژ شد. در سال ۱۹۷۲ رساله دکتری علوم تاریخ خود را با عنوان «ایران در اوایل قرون وسطی، برخی از مشکلات تاریخی و فرهنگی» دفاع کرد. لوکنین عضو مؤسسه باستان‌شناسی آلمان، عضو کنگره‌های بین‌المللی و همچنین مؤلف آثار بسیاری در مورد تاریخ و هنر شرق باستان بود. وی نه تنها برخی نگرش‌ها را در خصوص تاریخ ایران مورد بررسی قرار داد، بلکه بسیاری از صفحات تاریخ و فرهنگ ایران را بازسازی کرد. لوکنین در ۱۰ سپتامبر ۱۹۸۴ در سن ۵۳ سالگی در زادگاهش درگذشت و در همان‌جا به خاک سپرده شد.

## کتابشناسی
لوکونین نویسندهٔ کتاب‌های بی‌شماری بود. وی بیش از ۷۰ اثر تألیف کرده که در بین آن‌ها بیش از ۱۰ عنوان کتاب در مورد تاریخ ایران به چشم می‌خورد که به زبان‌های بسیاری ترجمه شده‌است.
- «ایران در عصر اول ساسانی»
- «فرهنگ ایران در دوران ساسانیان»
- «هنر در ایران باستان»
- «ایران در قرن ۳»
- «ایران باستان و اوایل قرون وسطی»
- «ایران در روزگار نخستین شاهنشاهان ساسانی»
- «ایران از روزگار سلوکیان تا روزگار ساسانیان»
- «تمدن ایران ساسانی»
- «خسرو دوم و آناهیتا»
- «پارس»

لوکنین همچنین مؤلف فصل‌هایی از تاریخ ایران کمبریج می‌باشد.